# 시프 루드
시프 루드(Sif Ruud, 1916년 5월 6일 ~ 2011년 8월 15일)는 스웨덴의 배우이다. 제15회 굴드바게상 여우주연상, 제31회 굴드바게상 여우조연상 수상자이다.

## 참여 작품
- 사랑에 내리는 비기항지
- 산딸기 (1957년 영화)
- 마술사 (1958년 영화)
- 고독한 여심
- 최선의 의도